# Он-Арча (река)
Он-Арча (кирг. Он-Арча; Онарча, Солтон-Сары, Султансары) — река в Кыргызстане, течёт по территории Нарынского района Нарынской области. Правый приток реки Нарын.
Длина реки составляет 75 км. Площадь водосборного бассейна равняется 1570 км². Среднегодовой расход воды — 9,92 м³/с. Летние месяцы обеспечивают 52,9 % от годового объёма стока. Питается от родников, ледников и атмосферных осадков.
Напротив села Эчки-Башы в Он-Арчу справа впадает Оттук.